# Gaston Thierry
 (janvier 2022).
La mise en forme du texte ne suit pas les recommandations de Wikipédia : il faut le « wikifier ».
Les points d'amélioration suivants sont les cas les plus fréquents. Le détail des points à revoir est peut-être précisé sur la page de discussion.
- Les titres sont pré-formatés par le logiciel. Ils ne sont ni en capitales, ni en gras.
- Le texte ne doit pas être écrit en capitales (les noms de famille non plus), ni en gras, ni en italique, ni en « petit »…
- Le gras n'est utilisé que pour surligner le titre de l'article dans l'introduction, une seule fois.
- L'italique est rarement utilisé : mots en langue étrangère, titres d'œuvres, noms de bateaux, etc.
- Les citations ne sont pas en italique mais en corps de texte normal. Elles sont entourées par des guillemets français : « et ».
- Les listes à puces sont à éviter, des paragraphes rédigés étant largement préférés. Les tableaux sont à réserver à la présentation de données structurées (résultats, etc.).
- Les appels de note de bas de page (petits chiffres en exposant, introduits par l'outil «  Source ») sont à placer entre la fin de phrase et le point final[comme ça].
- Les liens internes (vers d'autres articles de Wikipédia) sont à choisir avec parcimonie. Créez des liens vers des articles approfondissant le sujet. Les termes génériques sans rapport avec le sujet sont à éviter, ainsi que les répétitions de liens vers un même terme.
- Les liens externes sont à placer uniquement dans une section « Liens externes », à la fin de l'article. Ces liens sont à choisir avec parcimonie suivant les règles définies. Si un lien sert de source à l'article, son insertion dans le texte est à faire par les notes de bas de page.
- La présentation des références doit suivre les conventions bibliographiques. Il est recommandé d'utiliser les modèles {{Ouvrage}}, {{Chapitre}}, {{Article}}, {{Lien web}} et/ou {{Bibliographie}}. Le mode d'édition visuel peut mettre en forme automatiquement les références.
- Insérer une infobox (cadre d'informations à droite) n'est pas obligatoire pour parachever la mise en page.

Pour une aide détaillée, merci de consulter Aide:Wikification.
Si vous pensez que ces points ont été résolus, vous pouvez retirer ce bandeau et améliorer la mise en forme d'un autre article.
Pour les articles homonymes, voir Thierry.
Gaston Thierry, né le 17 juillet 1866 à Munich et mort le 16 septembre 1904 près de Mubi, est un officier allemand et fonctionnaire administratif colonial au Togoland et au Cameroun allemand.

## Biographie
Après avoir obtenu son diplôme d'études secondaires en 1886, Gaston Thierry rejoint le 88e régiment d'infanterie de l'armée prussienne, devient enseignant la même année et est promu sous-lieutenant en 1887. En 1891, il se retire de l'armée et rejoint le premier bataillon de la marine. En 1894, il est temporairement affecté au Cameroun après la répression de la mutinerie dite du Dahomey, au sein des troupes coloniales allemandes. Promu premier lieutenant en 1894, il prend sa retraite le 12 septembre 1895, quitte l'infanterie de la marine et rejoint le régiment de grenadiers König Friedrich Wilhelm II. En juin 1896, il est nommé à la tête du régiment et travaille pour le ministère des Affaires étrangères.
Thierry est d'abord déployé au Togol allemand, où il joue un rôle clé dans l'occupation du nord en tant que chef de station à Sansane-Mangu et chef de district à Yendi. En 1902, il est transféré au Cameroun. D'abord employé à Victoria, il est promu au grade de capitaine le 12 septembre 1902. En 1903, Gaston Thierry devient chef de poste de Yaoundé. La même année, il accompagne le gouverneur Jesko von Puttkamer lors de son voyage vers le lac Tchad. Il est ensuite nommé premier résident de la région d'Adamaoua le 20 septembre 1903.
Gaston Thierry meurt dans une bataille contre les habitants de Kirdi en septembre 1904. Il est inhumé à Garoua.

## Administrateur colonial au Togo allemand
À partir de 1896, Gaston Thierry est à la tête de la station coloniale de Sansane-Mangu. Il participe à plus de 15 expéditions militaires contre la population locale entre juillet 1896 et 1902, dont certaines qu'il dirige lui-même.
Dès le début de son séjour au Togoland, il accompagne Valentin von Massow et Hans Gruner dans leur campagne contre l'empire des Dagombas (Dagbon). Il participe donc à la prise d'Adibo le 4 décembre 1896. En 1897, Thierry mène une expédition militaire contre les communautés de la province de Gourma pour asseoir la domination coloniale allemande dans la région. Cependant, l'empire est cédé à la France en 1897. À la fin de la même année, il mène une expédition contre les Konkomba. Au cours de la prétendue « expédition Kabure-Losso » en 1898, qu'il entreprend avec Massow et Hermann Kersting, il pénètre sur le territoire des Lamba et des Kabyés par l'ouest. Lors de cette expédition, la violence avec laquelle Thierry soumet les populations locales est telle que son collègue Valentin von Massow le condamne ouvertement pour avoir incendié une ville. En 1898, il attaque les populations Moba et Barba, aujourd'hui au nord de la république du Togo.

En 1901, Thierry est au centre d'une enquête interne menée par le gouverneur de l'époque, August Köhler, et le ministère des Affaires étrangères, qui l'accusent de plusieurs délits. L'un est de pas avoir fourni d'informations comptables sur les salaires des soldats dans ses troupes, ce qui entraîne d'importants déséquilibres dans le budget colonial. Thierry est donc invité à fournir un compte-rendu détaillé des revenus et des dépenses de la station de Sansanné-Mangu, dans lequel il déclare des revenus de 62 839,36 reichsmarks entre juin 1900 et janvier 1902. La seconde accusation proférée par le gouverneur et le ministère concerne des rumeurs sur le comportement maladroit de Thierry dans ses relations diplomatiques avec les responsables coloniaux français. Le gouverneur reproche enfin à Thierry de s'être enrichi en privé grâce à ses expéditions punitives :
Son activité principale consistait à mener une sorte de vie de campagne, s'absentant à plusieurs reprises de la station pendant de nombreux mois sans en informer le gouvernement, et entreprenant une expédition punitive après l'autre, dont le résultat fut toujours un riche butin de guerre sur lequel ses finances se basèrent.
L'historien allemand Peter Sebald, spécialiste du Togoland, ne manifeste aucune surprise et commente : « En principe, la manière de Thierry de mener ses guerres [...] ne différait pas de celle des autres chefs de poste et de mercenaires. Seul Thierry n'a pas pris la peine de maintenir cet « ordre » prussien-allemand. » L'enquête est sûrement l'une des principales raisons de son transfert du Togo au Cameroun.
En 1905, un an après sa mort, la brutalité de Thierry envers les Africains est à nouveau débattue publiquement. Cela fait suite à plusieurs scandales qui impliquent des officiers et missionnaires font la une des journaux et déclenchent des débats parlementaires sur les affaires coloniales au Togo allemand. L'indulgence parlementaire officielle annoncée au Reichstag tient ces propos : « Après que le père d'un élève de la mission catholique de Lomé se fut enfui en montant dans un arbre, par peur du capitaine Thierry, ce dernier lui tira tout bonnement dessus. » Il a également été dit que M. Gaston Thierry déchargeait ses cartouches sur les indigènes comme s'ils étaient des animaux sauvages et qu'il était d'ailleurs connu dans tout le protectorat pour sa cruauté.

## Thierry et les sciences naturelles
Gaston Thierry envoya plusieurs colis de spécimens naturels au Muséum d'histoire naturelle de Berlin entre 1899 et 1900. Plusieurs de ces espèces furent par la suite nommées en son honneur par des naturalistes allemands, dont une espèce de chauve-souris (epomophorus thierryi), une hyène tachetée (hyaena thierryi), une genette (genetta thierryi), un lézard (chalcides thierryi), un coucou éperonné (centropus thierryi), un moineau méridional (passer diffuse thierryi) et une espèce de poisson d'eau douce (nothobranchius thierryi). Parmi ces appellations, seules trois sont encore utilisées en sciences naturelles : nothobranchius thierryi, genetta thierryi et chalcides thierryi.

## Ouvrages
- Ergebnisse der Untersuchung über den Tod des Hauptmanns Thierry. Deutsches Kolonialblatt 16, 1905, p.161.
- Manfred Maximilian Ulbrich: Offizier-Stammliste des Grenadier-Regiments König Friedrich Wilhelm II. (1. Schlesischen) Nr. 10. 1808–1908. Mittler, Berlin 1907, p. 499-500.
- Erzberger, Matthias. Die Kolonial-Bilanz. Bilder aus der Deutschen Kolonialpolitik auf Grund der Verhandlungen des Reichstags im Sessionsabschnitt 1905/06.  Berlin, Verlag und Druck der Germania, 1906.